# 庫克里山
庫克里山（英語：Kukri Hills）是南極洲的山脈，位於維多利亞地，處於維多利亞地和泰勒冰川之間，全長約46公里，海拔高度超過2,000米，現時由南極條約體系管理。
77°44′S 162°42′E / 77.733°S 162.700°E